# Forteresse de Vratnik
La forteresse de Vratnik se trouve en Bosnie-Herzégovine, sur le territoire de la ville de Sarajevo. Construite au Moyen Âge et remaniée pendant la période ottomane, elle est inscrite sur la liste des monuments nationaux de Bosnie-Herzégovine.
À l'intérieur de la forteresse se trouve une grande tour connue sous le nom de Bijela tabija, la « forteresse blanche ».

## Localisation
Le site (667 m) domine la ville de Sarajevo, les différents quartiers, le cours de la rivière.
La tour est sur la route Dariva - Mošćanica

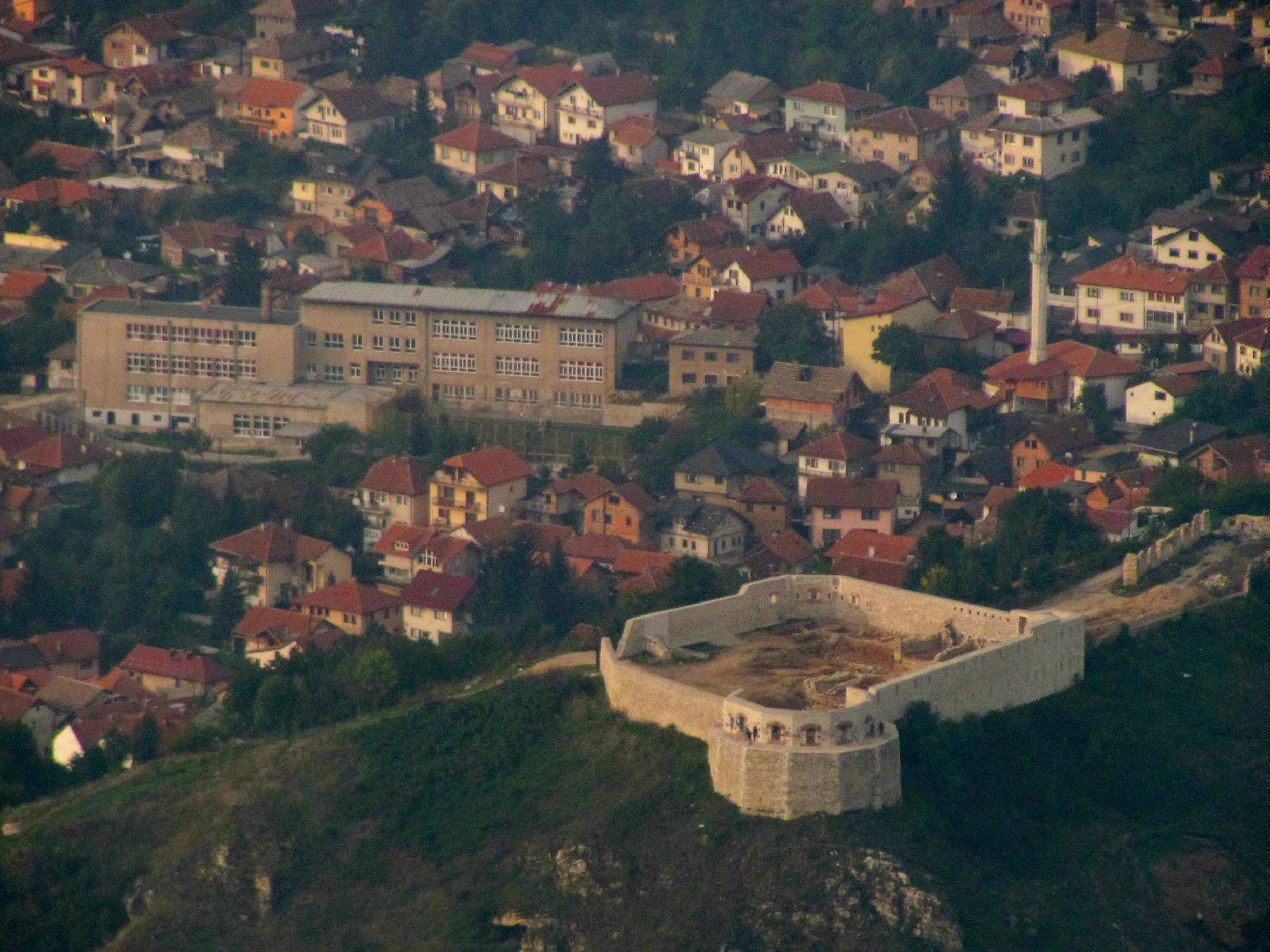
Vue de la Bijela tabija depuis le mont Trebević

## Histoire
Une forteresse médiévale a pu exister, dont il ne reste aucune trace.
La forteresse ottomane daterait des années 1550, si les informations du voyageur Caterino Zeno sont fiables.
En 1697, le prince Eugène de Savoie-Carignan remporte la bataille de Zenta contre le sultan Moustapha II (amené à signer le traité de Karlowitz), et récompense ses troupes en menant le sac de la ville de Sarajevo.
Cet événement amène la puissance ottomane à réagir.
Sur ordre du gouverneur Ahmed-Pasha Rustempasic Skopljak, la ville de Vratnik est réaménagée en ville fortifiée, de 1727 à 1739, avec cinq architectes amenés de Dubrovnik : un grand mur (« une heure de marche, deux mètres d'épaisseur et dix mètres de hauteur », selon le décret), trois portes-tours (Sirokac, Ploca et Visegrad)), cinq forts, dont la forteresse jaune et la forteresse blanche sont les plus importantes.

## Description
Ce fut une forteresse à base rectangulaire, accompagnée de quatre tours carrées à chacun de ses coins et d'une cinquième au-dessus de la porte d'entrée. Cette forme la classe comme un bâtiment de la fin du XIVe siècle ou du début du XVe siècle, ce qui correspond au moment où la colonie médiévale sur le site de Sarajevo d'aujourd'hui est mentionnée pour la première fois dans des documents écrits.

Intérieur de la forteresse

## AuXXIesiècle
La porte de Visegrad continue de fonctionner comme lieu de passage, pour voitures et piétons.
La porte de Ploča a été réemployée comme base pour le musée Alija-Izetbegović (2007), en haut du cimetière de Kovači.